# Skældsord
Et skældsord er et ord brugt nedsættende om en person. Skældsord er anderledes end bandeord, som udtrykker en generel følelse som ikke retter sig mod konkrete mennesker ved at refere til dem på en nedladende måde. Skældsord er uacceptabelt sprog ligesom bandeord. Ord der kan bruges som skældsord, er fx idiot og luder.